# 小千谷站
小千谷站（日语：／ Ojiya eki */?）是位於新潟縣小千谷市東榮一丁目1番1號，東日本旅客鐵道（JR東日本）的上越線車站。

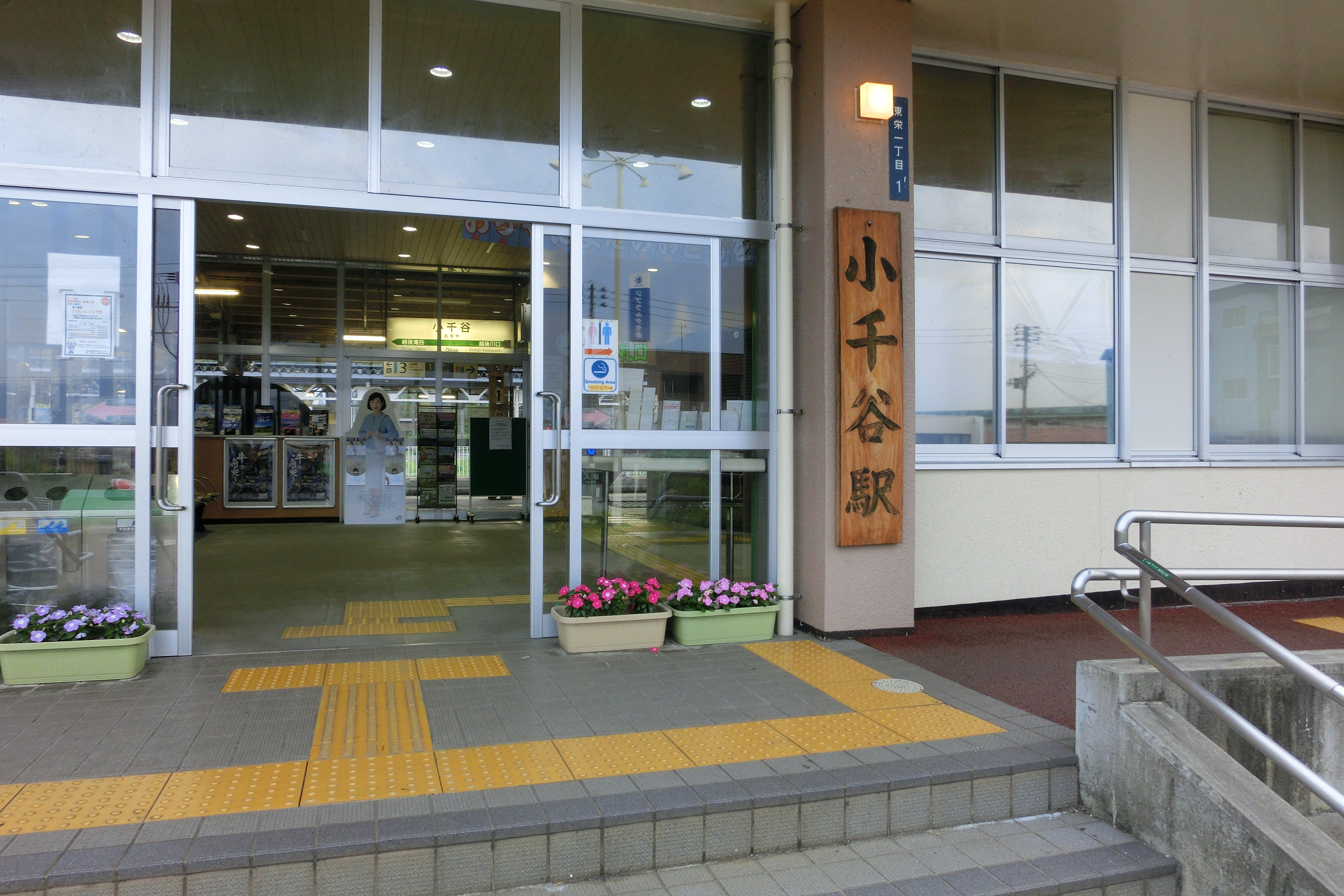
正面入口(2019年6月)

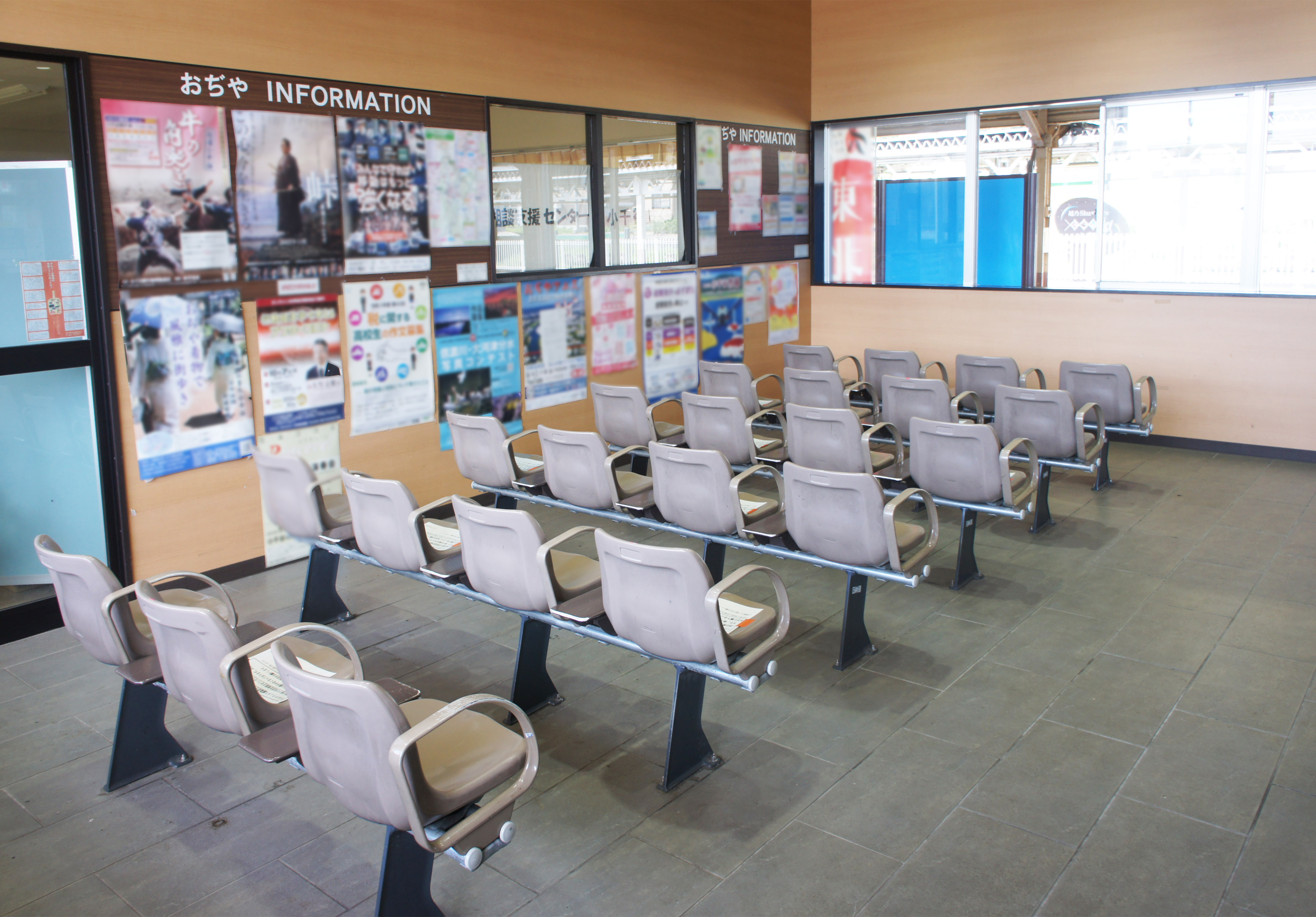
車站內部（2021年9月）

## 歷史
- 1920年（大正9年）11月1日：國有鐵道上越北線（現時：上越線）宮內站至此站之間開業，此終點站啟用。當時名為東小千谷站（日语：／）。當時魚沼鐵道（後來為魚沼線）已經設有小千谷站。
- 1921年（大正10年）8月5日：此站至越後川口站之間開通。
- 1944年：車站改名為小千谷站（日语：／）[1]。魚沼線小千谷站在半個月前的1932年（昭和7年）7月15日改名為西小千谷站。
- 1987年（昭和62年）4月1日：伴隨國鐵分割民營化，車站由東日本旅客鐵道（JR東日本）營運。
- 2004年（平成16年）
  - 10月23日：發生新潟縣中越地震，此站暫停營業。
  - 12月27日：越後川口至越後瀧谷之間的上行路軌重開，上越線以單線鐵路方向重開。但是，夜行列車和半數以上的普通列車、貨物列車暫停服務。此站只使用3號月台。
- 2005年（平成17年）3月25日：越後川口至越後瀧谷之間的下行線重開，上越線全線以雙線鐵路重開。夜行列車、普通列車與貨物列車回復正常。
- 2011年（平成23年）
  - 1月20日：KIOSK結業。
- 2014年（平成26年）4月1日：此站可以使用IC卡「Suica」（位於新潟使用範圍內）[2]。

## 車站構造

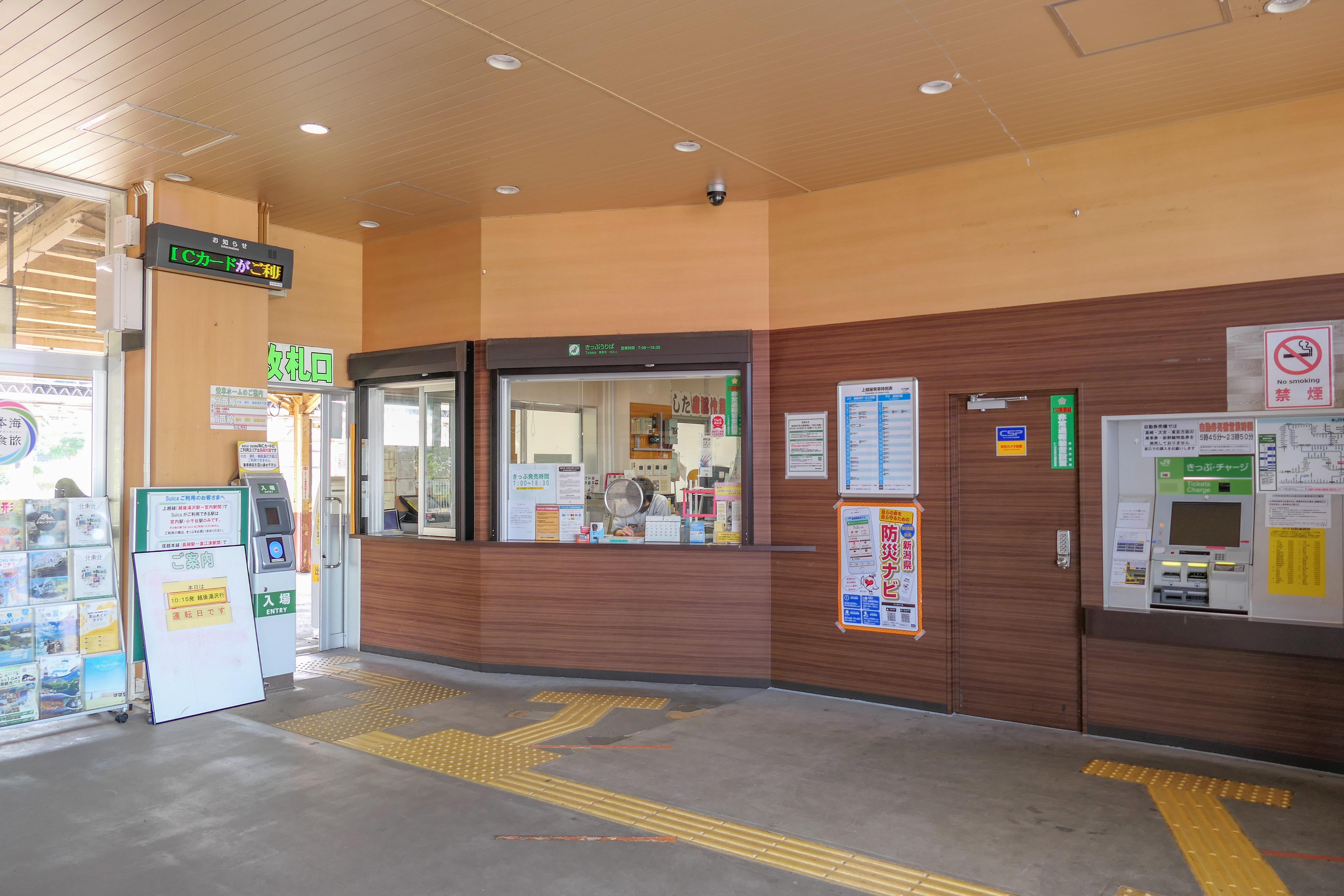
驗票口（2022年7月）

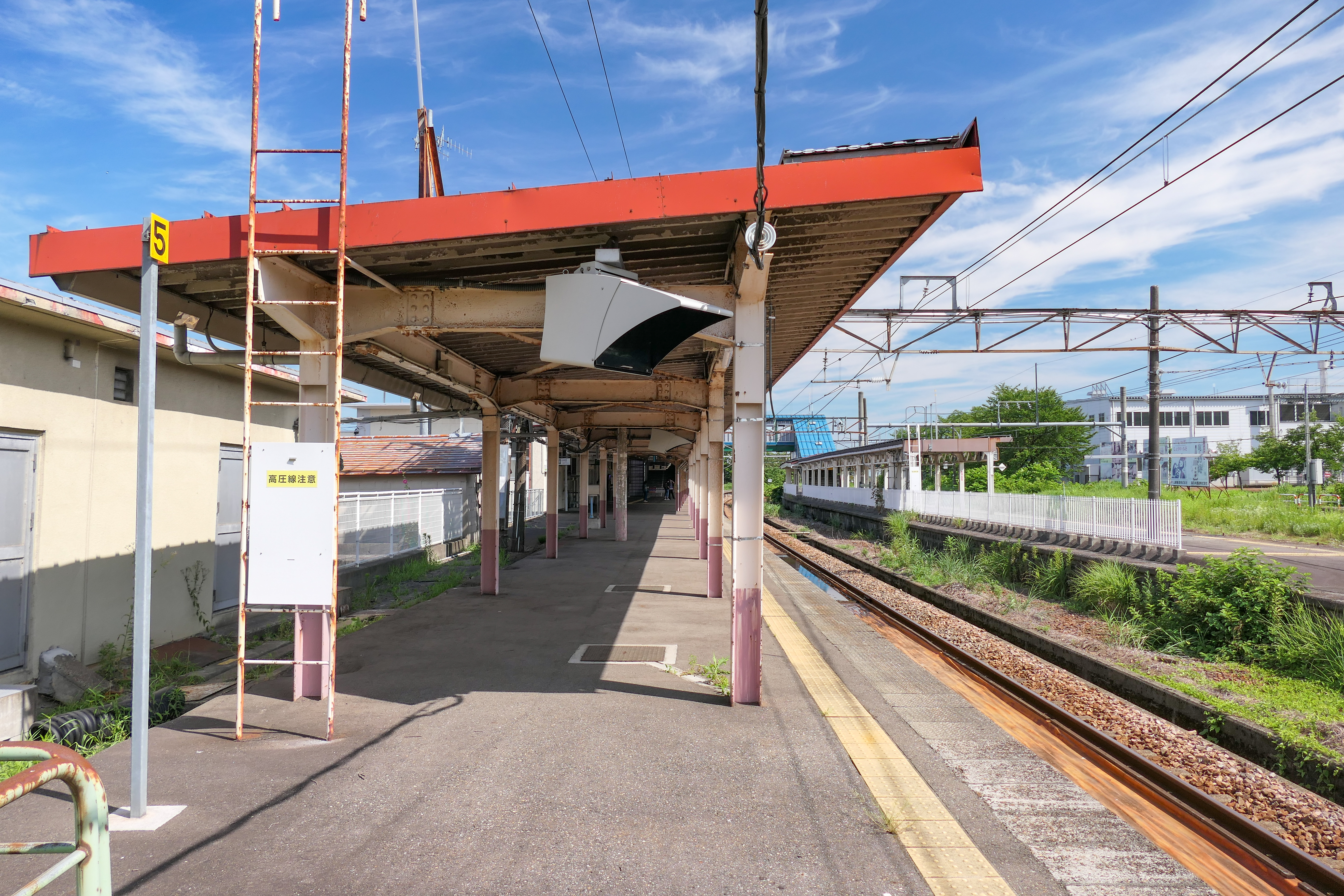
1號月台（2022年7月）

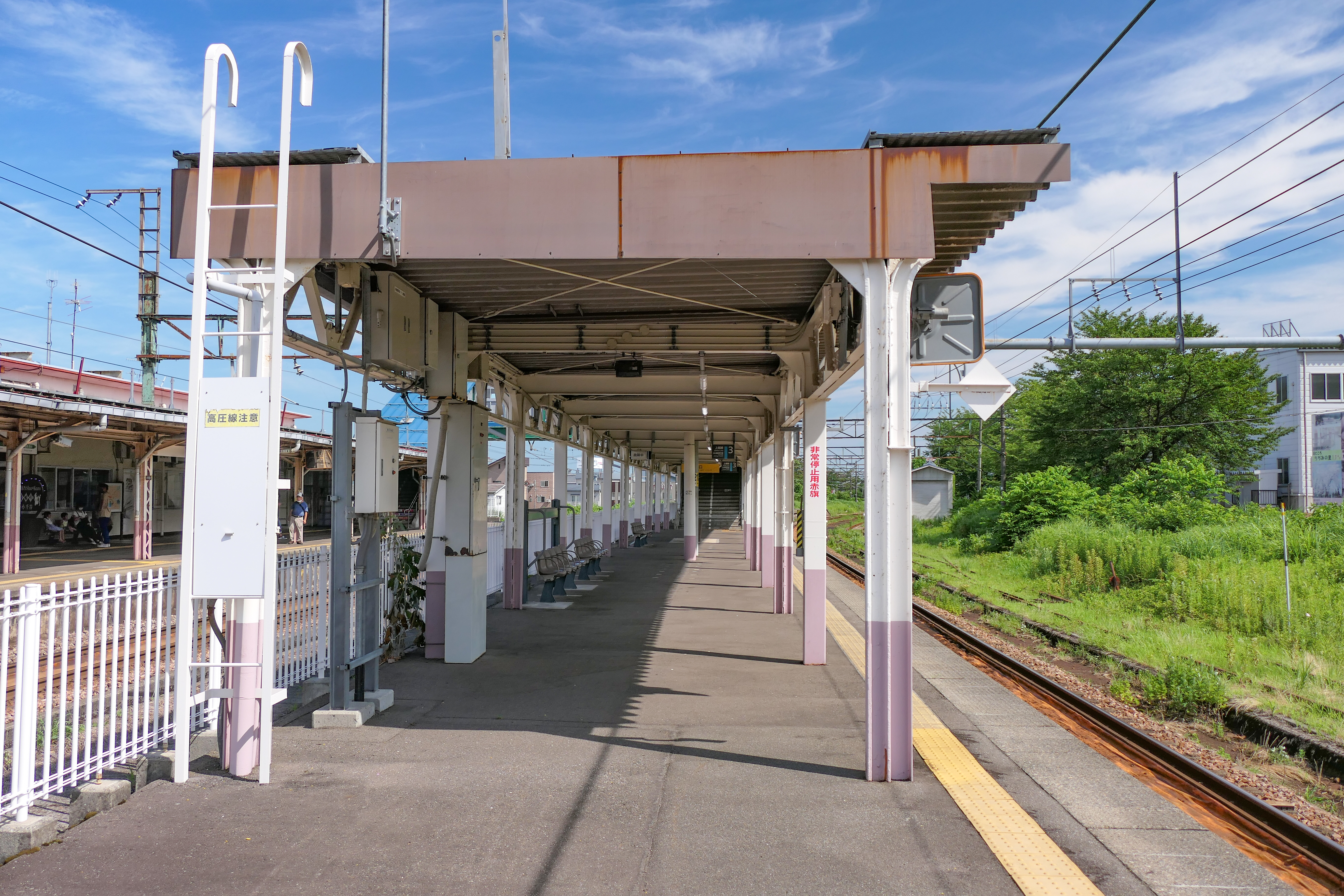
3號月台（2022年7月）

本站是地面車站，設有2面2線的單式月台。兩月台之間設有跨線橋連接。車站後方設有油壓機製造工場，曾經此站設有專用線連接該工場。此站是由長岡站管理的業務委託車站，委托JR新潟Busines負責車站業務。
站內設有有人檢票口、綠色窗口（營業時間 7:00 - 18:30，截至2005年12月，營業時間至19:40）、簡易Suica閘機、輕觸式自動售票機、候車室、自動販賣機和廁所。
在車站大樓內設有新潟縣警小千谷警署派出所。

### 月台
| 月台 | 路線    | 上下行 | 方向                     |
| ---- | ------- | ------ | ------------------------ |
| 1    | ■上越線 | 下行   | 長岡方向                 |
| 3    | ■上越線 | 上行   | 小出、浦佐、越後湯澤方向 |

參考
此站沒有2號月台。

## 使用狀況
根據「JR東日本」的資料，在2019年度（令和元年度）1日平均乘車人次為1,208人。
以下為近年乘車人次變化列表：
| 乘車人次變化       | 乘車人次變化     | 乘車人次變化    |
| 年度               | 1日平均 乘車人次 | 參考資料        |
| ------------------ | ---------------- | --------------- |
| 2000年（平成12年） | 1,293            | [ 利用客数 2 ]  |
| 2001年（平成13年） | 1,256            | [ 利用客数 3 ]  |
| 2002年（平成14年） | 1,211            | [ 利用客数 4 ]  |
| 2003年（平成15年） | 1,210            | [ 利用客数 5 ]  |
| 2004年（平成16年） | 1,064            | [ 利用客数 6 ]  |
| 2005年（平成17年） | 1,082            | [ 利用客数 7 ]  |
| 2006年（平成18年） | 1,122            | [ 利用客数 8 ]  |
| 2007年（平成19年） | 1,123            | [ 利用客数 9 ]  |
| 2008年（平成20年） | 1,157            | [ 利用客数 10 ] |
| 2009年（平成21年） | 1,175            | [ 利用客数 11 ] |
| 2010年（平成22年） | 1,209            | [ 利用客数 12 ] |
| 2011年（平成23年） | 1,198            | [ 利用客数 13 ] |
| 2012年（平成24年） | 1,233            | [ 利用客数 14 ] |
| 2013年（平成25年） | 1,319            | [ 利用客数 15 ] |
| 2014年（平成26年） | 1,233            | [ 利用客数 16 ] |
| 2015年（平成27年） | 1,274            | [ 利用客数 17 ] |
| 2016年（平成28年） | 1,286            | [ 利用客数 18 ] |
| 2017年（平成29年） | 1,282            | [ 利用客数 19 ] |
| 2018年（平成30年） | 1,278            | [ 利用客数 20 ] |
| 2019年（令和元年） | 1,208            | [ 利用客数 1 ]  |

## 車站周邊

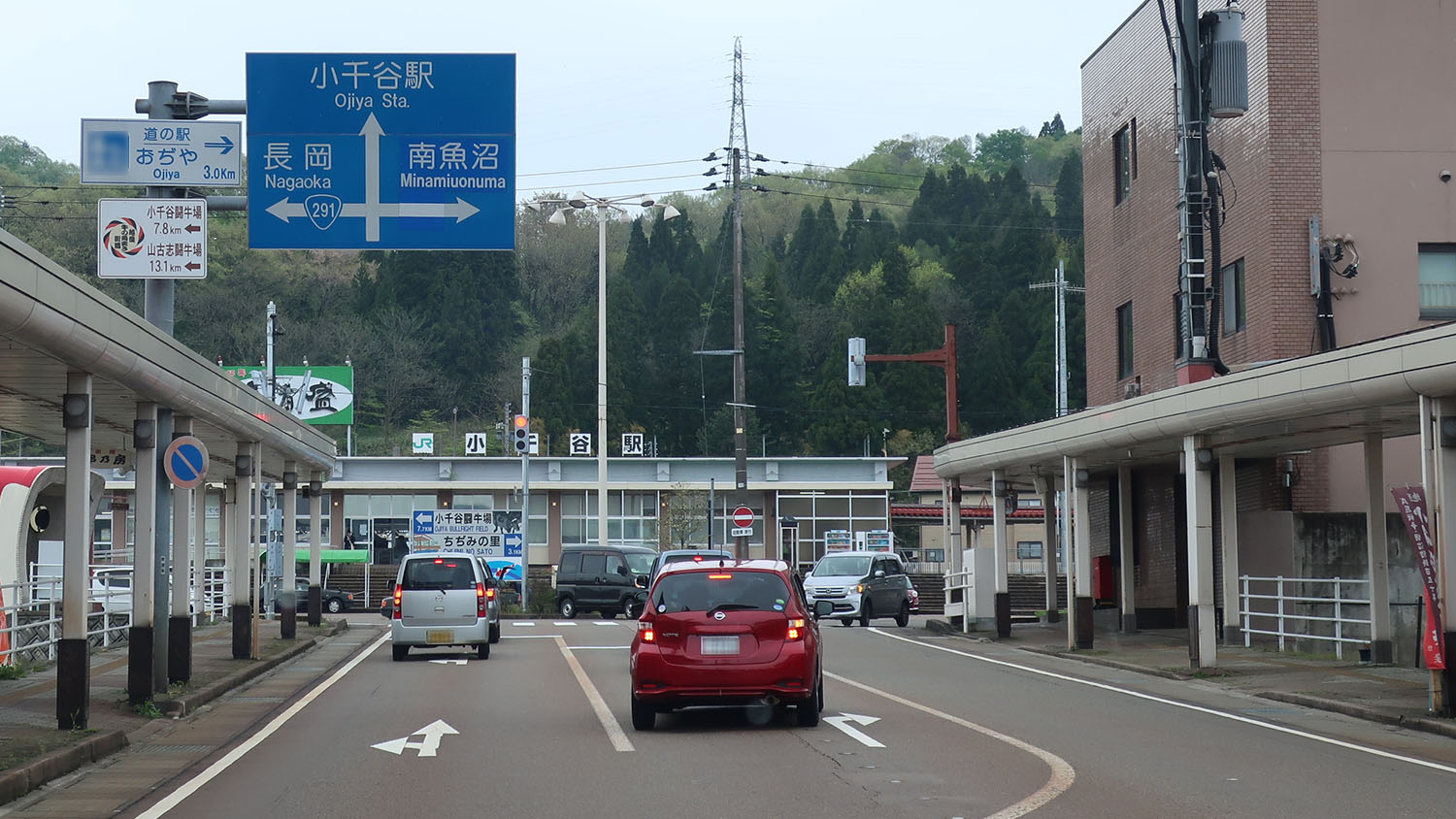
從國道291號望見小千谷站

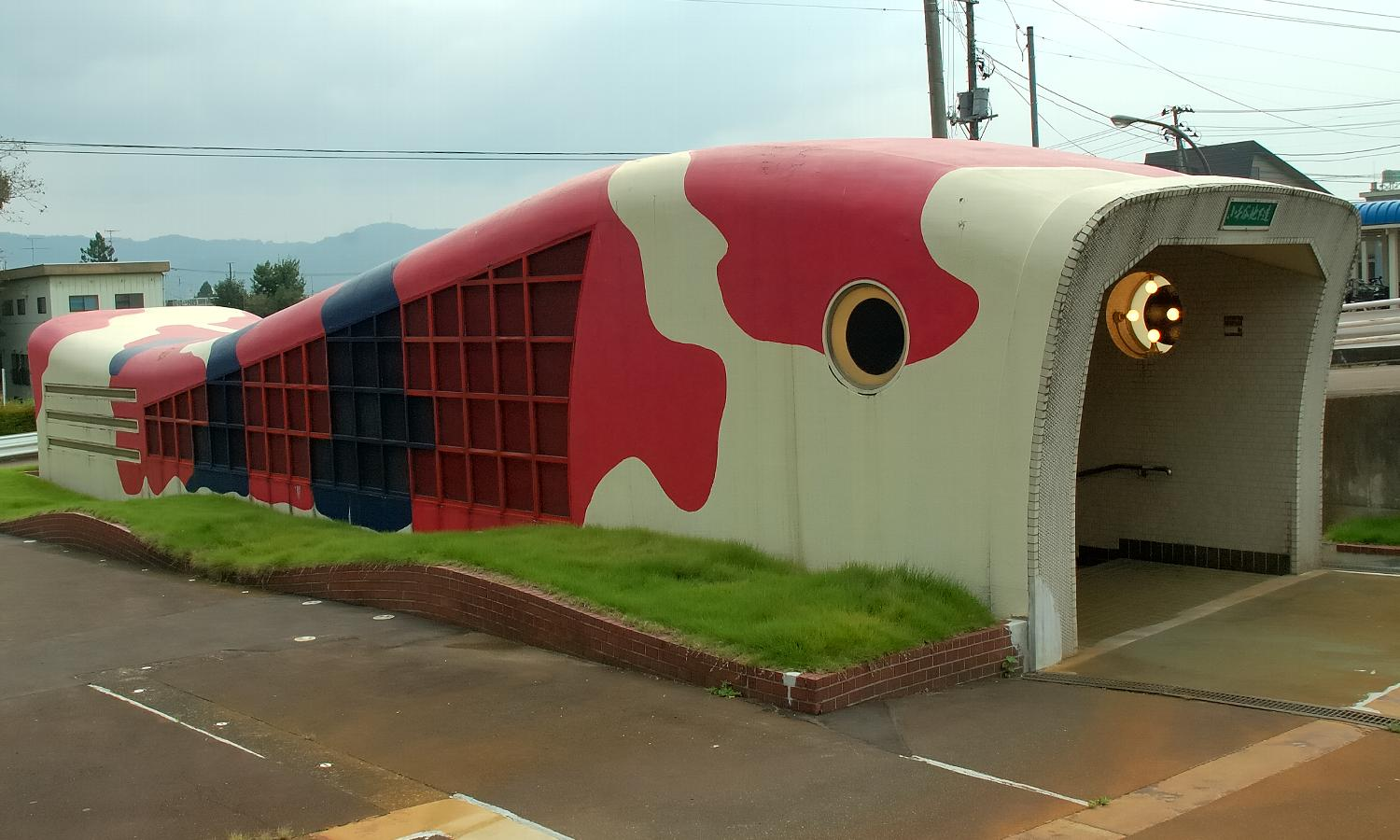
車站附近設有以錦鯉為主題的行人隧道

車站位於信濃川右岸。而小千谷市的中心是位於左岸。另外，左岸一方曾經設有國鐵魚沼線的西小千谷站。
站前設有錦鯉為主題的行人隧道入口。在站前設有國道291號（設有行人路）延伸至河川對面（旭橋）。
- 新潟縣立小千谷高等學校（日语：新潟県立小千谷高等学校）
- 道之驛千次之里小千谷（日语：道の駅ちぢみの里おぢや）

## 巴士路線
在車站正面設有「小千谷駅前」巴士站，在車站周邊設有「小千谷站角」巴士站。有關詳細班次，#外部連結的小千谷市公共交通地圖。
- 「小千谷站前」巴士站
  - 經川西前往十日町車廠 （從小千谷車廠出發）
  - 前往小國車廠（從小千谷車廠出發）
  - 循環（內回、外回）
- 「小千谷站角」巴士站（除了上述巴士路線外）
  - 【急行】經片貝前往長岡站前
經小栗田、坪野
  - 經三佛生前往五邊、池津
  - 經岩澤前往十日町車廠
在十日町市內經妻有SC和西線
  - 前往小千谷交匯處
  - 經新國道前往長岡站前
  - 前往小出營業所（南越後觀光巴士）
  - 前往岩間木、鹽谷
  - 前往小千谷綜合醫院（日语：小千谷総合病院）（越後交通、南越後觀光巴士）

## 相鄰車站
東日本旅客鐵道（JR東日本）
■上越線
北堀之內－小千谷－越後瀧谷

## 注腳

### 使用狀況
1. 1 2  . 東日本旅客鐵道.   [2020-07-12]. （原始内容存档于2020-07-11） （日语）.
2. ↑  . 東日本旅客鐵道.   [2019-04-12]. （原始内容存档于2019-03-27） （日语）.
3. ↑  . 東日本旅客鐵道.   [2019-04-12]. （原始内容存档于2019-03-27） （日语）.
4. ↑  . 東日本旅客鐵道.   [2019-04-12]. （原始内容存档于2019-03-27） （日语）.
5. ↑  . 東日本旅客鐵道.   [2019-04-12]. （原始内容存档于2019-03-27） （日语）.
6. ↑  . 東日本旅客鐵道.   [2019-04-12]. （原始内容存档于2019-03-27） （日语）.
7. ↑  . 東日本旅客鐵道.   [2019-04-12]. （原始内容存档于2019-03-27） （日语）.
8. ↑  . 東日本旅客鐵道.   [2019-04-12]. （原始内容存档于2019-03-27） （日语）.
9. ↑  . 東日本旅客鐵道.   [2019-04-12]. （原始内容存档于2019-04-02） （日语）.
10. ↑  . 東日本旅客鐵道.   [2019-04-12]. （原始内容存档于2019-03-27） （日语）.
11. ↑  . 東日本旅客鐵道.   [2019-04-12]. （原始内容存档于2019-03-27） （日语）.
12. ↑  . 東日本旅客鐵道.   [2019-04-12]. （原始内容存档于2019-03-27） （日语）.
13. ↑  . 東日本旅客鐵道.   [2019-04-12]. （原始内容存档于2019-03-27） （日语）.
14. ↑  . 東日本旅客鐵道.   [2019-04-12]. （原始内容存档于2018-10-26） （日语）.
15. ↑  . 東日本旅客鐵道.   [2019-04-12]. （原始内容存档于2016-04-04） （日语）.
16. ↑  . 東日本旅客鐵道.   [2019-04-12]. （原始内容存档于2019-03-27） （日语）.
17. ↑  . 東日本旅客鐵道.   [2019-04-12]. （原始内容存档于2019-03-23） （日语）.
18. ↑  . 東日本旅客鐵道.   [2019-04-12]. （原始内容存档于2017-07-29） （日语）.
19. ↑  . 東日本旅客鐵道.   [2019-04-12]. （原始内容存档于2018-07-06） （日语）.
20. ↑  . 東日本旅客鐵道.   [2019-07-16]. （原始内容存档于2019-07-05） （日语）.

## 外部連結
- 車站資訊（小千谷）：東日本旅客鐵道（日語）
- 小千谷市公共交通地圖 （页面存档备份，存于）（日語） - 小千谷市